# تمويل (شركة)
تمويل هي شركة تمويل وتطوير عقاري مقرها دبي.  كان للشركة فرعين في الإمارات العربية المتحدة ، مع المكتب الرئيسي في ميناء سعيد ، دبي وفرع آخر في مارينا مول، أبو ظبي .
كانت الشركة تعمل في مجال تمويل واستثمار العقارات المتوافقة مع الشريعة الإسلامية، بما في ذلك المرابحة ، والإجارة الموصوفة في الذمة، والاستصناع ، والبيتي، واليسر. وتنقسم حلولها التمويلية إلى فئتين رئيسيتين: تمويل المنازل، والتمويل التجاري. كما عملت الشركة في مجال تطوير وتجارة العقارات.

## أنظر أيضاً
- شركة ميراس